# Gronya Somerville

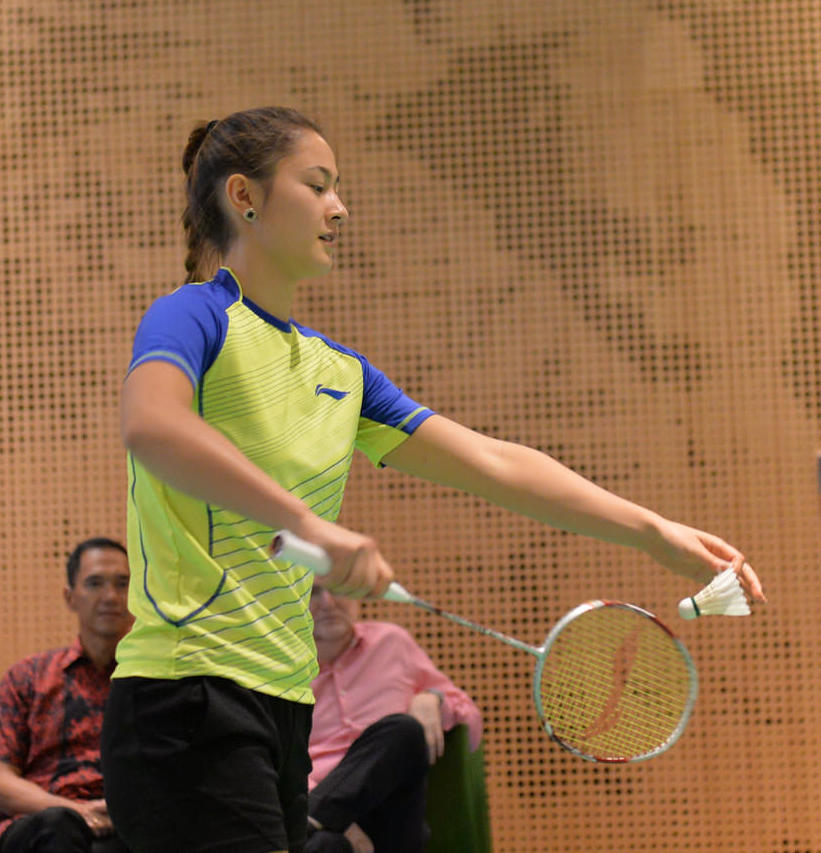
Gronya Somerville, 2016

Gronya Somerville (* 10. Mai 1995 in Melbourne) ist eine australische Badmintonspielerin.

## Karriere
Gronya Somerville nahm an den Commonwealth Youth Games 2011 und an den Badminton-Juniorenweltmeisterschaften 2011 teil, wobei sie bei den Commonwealth Youth Games Bronze im Damendoppel gewinnen konnte. 2012 gewann sie Bronze im Mixed bei der Badminton-Ozeanienmeisterschaft. Im gleichen Jahr qualifizierte sie sich mit ihrer Nationalmannschaft für die Endrunde des Uber Cups und konnte dort bis ins Viertelfinale vordringen, schied dort jedoch in der Gruppenphase aus.